# Дошне
До́шне — село в Україні, у Велимченській сільській громаді Ковельського району Волинської області. Населення становить 44 особи.

## Історія
У 1906 році село Велимецької волості Ковельського повіту Волинської губернії. Відстань від повітового міста 36 верст, від волості 14. Дворів 28, мешканців 169.
До 30 січня 2017 року село входило до складу Велимченської сільської ради Ратнівського району Волинської області.

## Населення
Згідно з переписом УРСР 1989 року чисельність наявного населення села становила 60 осіб, з яких 28 чоловіків та 32 жінки.
За переписом населення України 2001 року в селі мешкала 41 особа. 100 % населення вказало своєю рідною мовою українську мову.